# Vilém Fendrich
Vilém Fendrich (* 21. ledna 1991) je český profesionální fotbalový brankář, který chytá za český klub FK Jablonec.

## Klubová kariéra

### FK Jablonec
Je jabloneckým odchovancem. V sezóně 2010/11 chytal také za jabloneckou rezervu ve 3. lize, ta ale nakonec sestoupila do divize. V následujícím ročníku hostoval v FK Ústí nad Labem, se kterým vyhrál druhou ligu. Na podzim 2012 nastupoval v Juniorské lize. než si jej jablonecký trenér Václav Kotal vytáhl na zimní přípravu do A-týmu. S týmem odjel v únoru 2013 také na závěrečné soustředění do Turecka. Pro jarní část sezóny zůstal na soupisce áčka, odseděl několik ligových utkání na lavičce jako náhradní gólman, avšak do utkání ani jednou nenastoupil a chytal dál v Juniorské lize.

#### FK Varnsdorf (hostování)
V létě 2013 odešel hostovat do druholigového FK Varnsdorf. I ve Varnsdorfu nastupoval do zápasů Juniorské ligy, kde dne 8. srpna 2013 vstřelil v zápase proti juniorce Dukly Praha v 1. minutě nastavení vyrovnávací gól ze hry. Prosadil se ale i v A-týmu, kde odchytal 11 ligových utkání. 

#### Vlašim (hostování)
V létě 2014 odešel na další hostování, opět do druholigového týmu, tentokrát do FC Graffin Vlašim. Svůj debut ve vlašimském dresu a zároveň první vychytanou nulu si odchytal v zápase proti FK Baník Most 1909 ze září 2014. Ve Vlašimi nakonec odehrál 12 ligových utkání, v nichž inkasoval 18 branek a obdržel jednu červenou kartu. Čisté konto udržel třikrát.

#### SK Viktorie Jirny (hostování)
V červnu 2015 prodělal třetí operaci kolene, po které se dlouho zotavoval. Aby získal herní praxi, odešel na jarní část sezóny hostovat do třetiligového týmu SK Viktorie Jirny, se kterým vybojoval titul.

### SFC Opava
V červenci 2016 podstoupil v druholigové Opavě dvoutýdenní test; odchytal tři přípravná utkání. Trenéra Skuhravého přesvědčil o svých kvalitách a s týmem se dohodl na ročním hostování. První nulu v opavském drese vychytal ve svém třetím soutěžním utkání venku proti 1. SC Znojmo. Ve slezském derby proti FC Baník Ostrava byl v nastavení prvního poločasu vyloučen, neboť hrál rukou mimo pokutové území. Z následného přímého kopu ostravský hráč Marek Hlinka otevřel skóre zápasu, který nakonec skončil prohrou hostující Opavy 0:3. Disciplinární komise Ligové fotbalové asociace mu za toto vyloučení udělila dodatečný jednozápasový distanc.
V únoru 2017 bylo jeho hostování v Opavě přeměněno na trvalý přestup a to v rámci jednání o odchodu opavského hráče Jakuba Janetzkého do Jablonce.

### Souhrn
Mládežnické
Aktuální k 21. červenci 2019
| Klubová statistika | Klubová statistika | Klubová statistika            | Liga   | Liga | Pohár  | Pohár | Kontinentální | Kontinentální | Celkem | Celkem |
| Sezóna             | Klub               | Liga                          | Zápasů | Gólů | Zápasů | Gólů  | Zápasů        | Gólů          | Zápasů | Gólů   |
| ------------------ | ------------------ | ----------------------------- | ------ | ---- | ------ | ----- | ------------- | ------------- | ------ | ------ |
| 2006/07            | FK Jablonec        | Česká divize mladšího dorostu |        |      |        |       |               |               |        |        |
| 2008/09            | FK Jablonec        | Česká liga dorostu            |        |      |        |       |               |               |        |        |
| 2009/10            | FK Jablonec        | Česká liga dorostu            |        |      |        |       |               |               |        |        |
| 2012/13            | FK Jablonec        | Juniorská liga                | 30     | 0    | ——     | ——    | ——            | ——            | 30     | 0      |
| 2013/14            | FK Varnsdorf       | Juniorská liga                | 7      | 1    | ——     | ——    | ——            | ——            | 7      | 1      |
| 2015/16            | FK Jablonec        | Juniorská liga                | 2      | 0    | ——     | ——    | ——            | ——            | 2      | 0      |
| Celkem za kariéru  |                    |                               |        |      |        |       |               |               |        |        |

Mužské
Aktuální k 21. červenci 2019
| Klubová statistika | Klubová statistika | Klubová statistika | Liga   | Liga | Pohár  | Pohár | Kontinentální | Kontinentální | Celkem | Celkem |
| Sezóna             | Klub               | Liga               | Zápasů | Gólů | Zápasů | Gólů  | Zápasů        | Gólů          | Zápasů | Gólů   |
| ------------------ | ------------------ | ------------------ | ------ | ---- | ------ | ----- | ------------- | ------------- | ------ | ------ |
| 2010/11            | FK Jablonec        | Gambrinus liga     | 0      | 0    | 0      | 0     | 0             | 0             | 0      | 0      |
| 2010/11            | FK Jablonec B      | ČFL                | 17+    | 0    | 0      | 0     | —             | —             | 17+    | 0      |
| 2011/12            | FK Ústí nad Labem  | 2. liga            | 2      | 0    | 0      | 0     | —             | —             | 2      | 0      |
| 2012/13            | FK Jablonec        | Gambrinus liga     | 0      | 0    | 0      | 0     | —             | —             | 0      | 0      |
| 2013/14            | FK Varnsdorf       | FNL                | 11     | 0    | 3      | 0     | —             | —             | 14     | 0      |
| 2014/15            | FC Graffin Vlašim  | FNL                | 12     | 0    | 2      | 0     | —             | —             | 14     | 0      |
| 2015/16            | FK Jablonec        | Synot liga         | 0      | 0    | 0      | 0     | 0             | 0             | 0      | 0      |
| 2015/16            | SK Viktorie Jirny  | ČFL                | 18     | 0    | 0      | 0     | —             | —             | 18     | 0      |
| 2016/17            | SFC Opava          | FNL                | 27     | 0    | 3      | 0     | —             | —             | 30     | 0      |
| 2017/18            | SFC Opava          | FNL                | 13     | 0    | 0      | 0     | —             | —             | 13     | 0      |
| 2018/19            | SFC Opava          | Fortuna:Liga       | 12     | 0    | 2      | 0     | —             | —             | 14     | 0      |
| 2019/20            | SFC Opava          | Fortuna:Liga       | 2      | 0    | 0      | 0     | —             | —             | 2      | 0      |
| Celkem za kariéru  | Celkem za kariéru  | Celkem za kariéru  | 114+   | 0    | 10     | 0     | 0             | 0             | 124+   | 0      |